# Eleição municipal de Anápolis em 2012
A eleição municipal de Anápolis em 2012 ocorreu no dia 7 de outubro (primeiro turno). O atual prefeito foi Antônio Gomide (PT) que foi reeleito prefeito da cidade no primeiro turno, batendo José de Lima (PDT).

## Resultado da eleição para prefeito

### Primeiro turno
| Candidatos a prefeito | Partido | Número | Coligação                                                                                  | Votação | Percentual |
| --------------------- | ------- | ------ | ------------------------------------------------------------------------------------------ | ------- | ---------- |
| Antônio Gomide        | PT      | 13     | A Força do Trabalho (PT, PSC, PPL, PR, PCdoB, PP, PMDB, PTN, PRB, PRP, PTB, PSB, PMN, PCO) | 167.196 | 88,93%     |
| José de Lima          | PDT     | 12     | Por um Anápolis ainda melhor (PDT, PTC)                                                    | 6.810   | 3,62%      |
| Wilson de Oliveira    | DEM     | 25     | União por Anápolis (DEM, PSDB, PSL, PV)                                                    | 5.978   | 3,18%      |
| Elismar Veiga         | PPS     | 23     | Juntos faremos mais (PPS, PSDC)                                                            | 4.788   | 2,54%      |
| Gerson Santana        | PHS     | 31     | Por uma Anápolis ainda melhor (PHS, PSD)                                                   | 3.236   | 1,72%      |